# Велизар Пеев (фабрика)
ВЕЦ „Своге“ пренасочва насам.  За съвременното предприятие вижте Проект „Среден Искър“.
Шоколадова фабрика „Велизар Пеев“ в София е първата българска шоколадова фабрика и първата на Балканския полуостров.
Основана е от Велизар Пеев в 1901 г. като Индустрия за шоколад и захарни изделия „В. Пеев“ АД и съществува до национализирането ѝ на 23 декември 1947 г., след това е одържавена и преименувана на Завод за шоколадови изделия „Република“, а след купуването на предприятието от международната компания „Крафт Фуудс“ на 15 декември 1993 г. е преименувано на „Своге“ модернизирано и работещо със значим пазарен дял днес. 

## Производство
През 1900 г. Велизар Пеев заминава за Париж, където работи като обикновен работник в шоколадовата фабрика „Севи Жан-Жан“ и изучава производството на шоколад. При завръщането си в България води със себе си френския майстор Коломб и 12 работници. От 1901 г. произвежда захарни изделия и шоколад в малка работилница на ул. „Ломска“ 14 в София. В нея работят десетина работници на 3 – 4 машини, използващи 5 конски сили електрическа енергия.
Към края на 1920-те години фабриката в София е разположена зад Халите на площ 2005 m2, а фабричните постройки са на 4 етажа, всеки от тях по 1000 m2. Състои се от няколко отдела: три шоколадни с машини „Гигант“, бисквитен за автоматично производство, за добиване на какаово масло, за какао на прах, за луксозни бонбони, за карамел и други бонбони, охладителен, работилници за тенекиени и картонени кутии, дърводелска работилница, техническа работилница, стоково отделение, кухня и бани за работниците, пет опаковъчни отдела с автоматични машини, складове за суров материал, складове за готови стоки, магазин на едро и дребно на ул. „Екзарх Йосиф“ 19 и рекламен магазин на Дворцовия площад, под хотел „Юнион палас“. Във фабриката работят 250 – 300 души със 172 модерни машини, нуждаещи се от 200 к.с. електроенергия.
През 1922 г. за по-мащабно развитие на захарната и шоколадовата индустрия, купува едно здание, строено за друга фабрика в Своге. То е модернизирано и разширено и през 1924 г. се открива новата фабрика в Своге с 300 работници и 170 машини и от еднолична фирмата е преобразувана в акционерно дружество „Индустрия за шоколад и захарни изделия В. Пеев АД“ с капитал 6 000 000 лв., което се управлява от него и децата му. Акционери са и дъщерите му М. Баламезова, Л. Сарафова и Евгения Найденова. През 1925 г. фабриката е преустроена и разширена. Управителният съвет се състои от председател Велизар Пеев, инж. Велизар Велизаров Пеев – завеждащ търговските и техническите работи и Боян Пеев – завеждащ административната дейност. Директор на фабриката е Иван Начев.
Към новата фабрика е изградена и електроцентралата ВЕЦ „Своге“. Тя е разположена на Искрецка река и е пусната в действие през 1926 година с една турбогрупа с инсталирана мощност 100 kW, а през 1928 година е добавена втора турбогрупа със същата мощност. Чрез нея се получава електричество както за фабриката, така и за осветлението на Своге. Електроцентралата се използва до началото на 70-те години.
През 1935 г. индустрията се мести изцяло в Своге. Цялото ръководството се поема от инж. Велизар Пеев-младши през 1938 г., когато почива Велизар Пеев. За производствените нужди се използват машини на фирмите АЕГ (Германия) и „Марели“ (Италия). Какаото се внася от Нидерландия.
В 1947 година шоколадовите фабрики са национализирани, след 1992 година са приватизирани, закупени са от международната компания „Крафт Фуудс“ на 15 декември 1993 г. и фабриката е преименувана на „Своге“.

## Успехи
Произвежданите продукти от фабриката на Велизар Пеев са признати като първокласни от експерти в Париж, Виена и Берлин. Продуктите получават множество международни награди и отличия. Велизар Пеев е придворен доставчик на луксозни шоколадови бонбони, които са специална поръчка, опаковани в луксозна дървена бонбониера „Царска“, на цар Фердинанд I и цар Борис III. По време на царските приеми и балове се сервират български бонбони. С шоколадовите си произведения печели първи места на международните панаири в Берн, Виена и Париж.

## Галерия
- Снимки от производствения процес в шоколадовата фабриката. Източник: ДА „Архиви“